# Navy Pier
Der oder die Navy Pier ist eine etwa ein Kilometer lange Seebrücke im Michigansee in Near North Side, einem Stadtteil von Chicago. 

## Geschichte

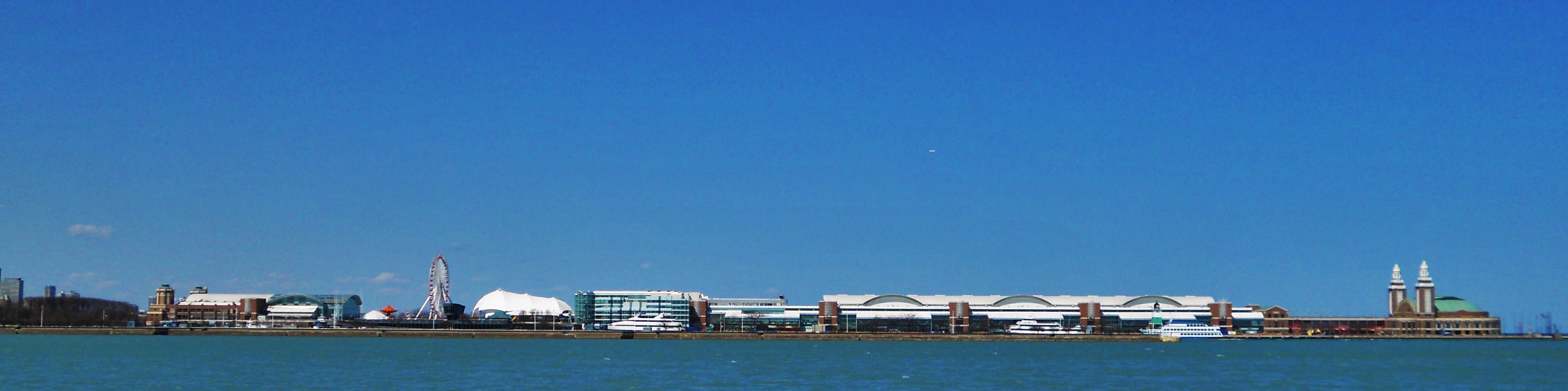
Navy Pier (2015)

Der Pier wurde 1916 zu einem Preis von 4.500.000 USD gebaut. Er war Teil des Burnham-Plan, den der Architekt und Stadtplaner Daniel Burnham entwickelte. Der Pier wurde als Municipal Pier #2 geplant und gebaut. Der Navy Pier diente zunächst dem Frachtumschlag für Große-Seen-Schiffe und als Lager. Daneben dockten Ausflugsschiffe dort an. Teile des Piers dienten schon damals der Naherholung mit Spielplätzen, Freizeiteinrichtungen mit Picknick-Bereichen, Restaurants und einem Tanzsaal. 
Heute ist der Navy Pier die größte Touristenattraktion in Chicago und beherbergt unter anderem das Chicago Childrens Museum, ein IMAX-Kino sowie das 47,5 m hohe Riesenrad Ferris Wheel. Am 13. September 1979 wurde der Navy Pier in das National Register of Historic Places aufgenommen.